# 홀로섬
홀로섬(Jolo)는 필리핀 남서부에 위치한 화산섬으로, 보르네오섬과 민다나오섬 사이에 위치하며 술루 군도 중부에 위치한다. 면적은 869km2, 최고점은 811m이며 인구는 약 300,000명이다. 2005년 2월 필리핀 정부군 4,000~5,000명과 아부 사야프 800명 사이에 큰 충돌이 일어났으며 그로 인해 12,000여 명 이상의 주민들이 피신했다.

## 같이 보기
- 홀로